# Portret Małgorzaty i Karola Lanckorońskich
Portret Małgorzaty i Karola Lanckorońskich – obraz olejny autorstwa Jacka Malczewskiego, namalowany w roku 1905. Obecnie dzieło znajduje się w zbiorach Lwowskiej Galerii Sztuki.